# Liste des cours d'eau du Var
Liste des fleuves, rivières et autres cours d'eau qui parcourent en partie ou en totalité le département du  Var, en région Provence-Alpes-Côte d'Azur.
Les rivières et cours d’eau varois représentent plus de 9 000 km de linéaire cumulés. Le plus important étant l’Argens qui fait 114 km d’ouest en est.

## Classement par ordre alphabétique

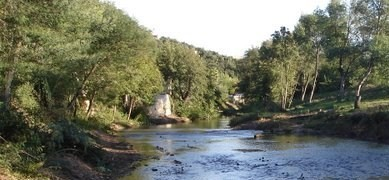
L'Agay, avant l'entrée dans Agay plage

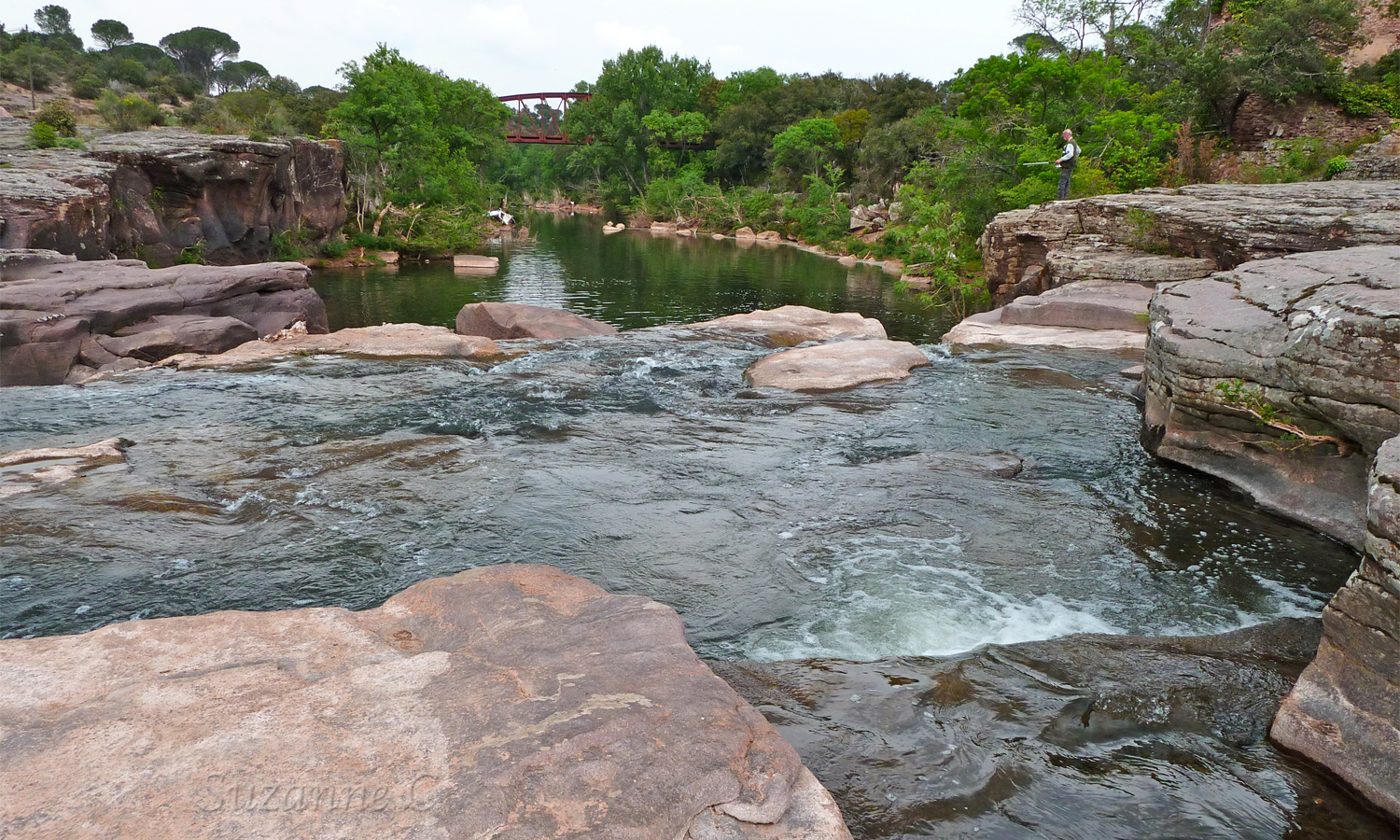
L'Aille à Vidauban aux anciennes scieries

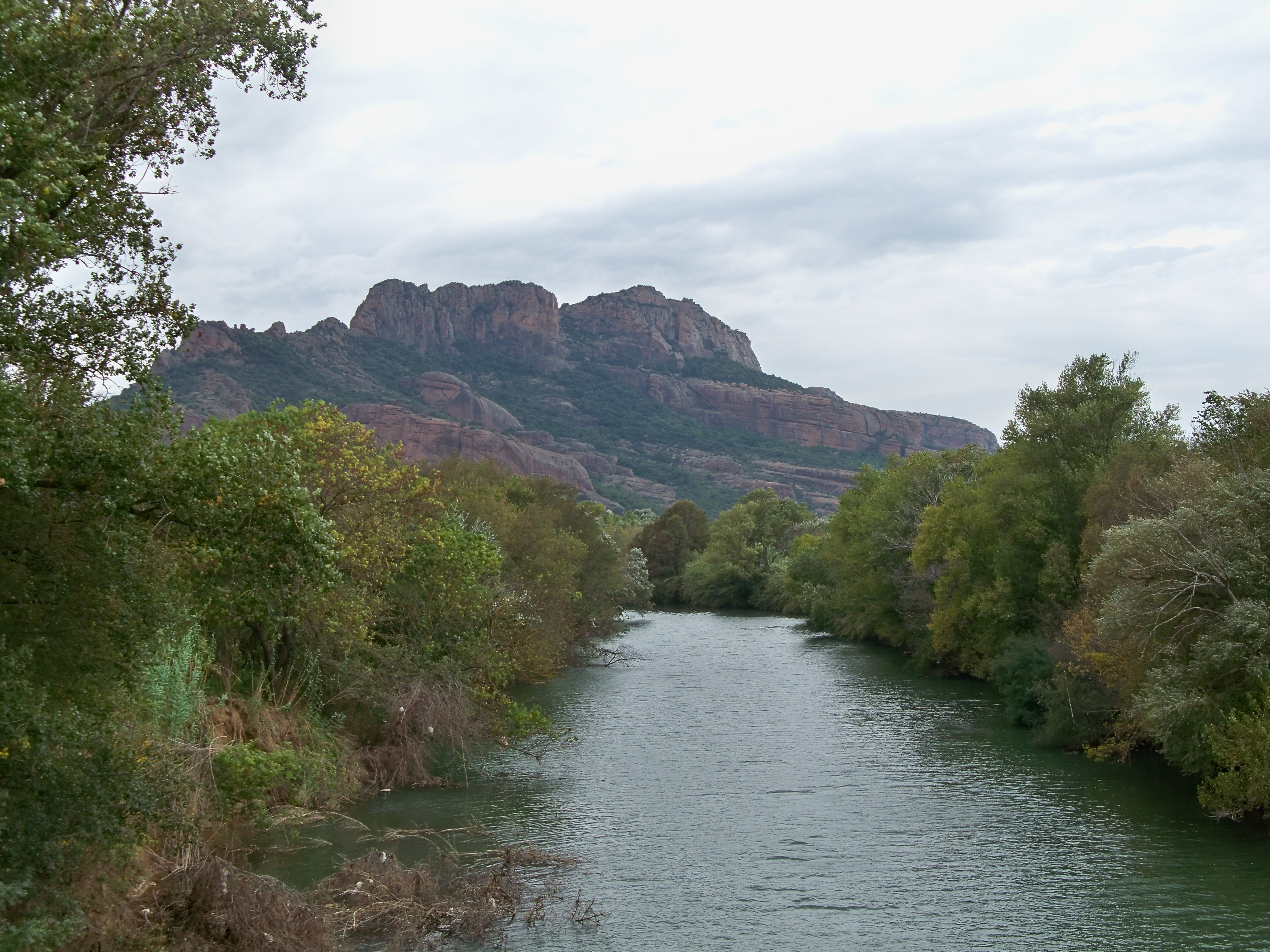
Le rocher de Roquebrune-sur-Argens depuis l'Argens.

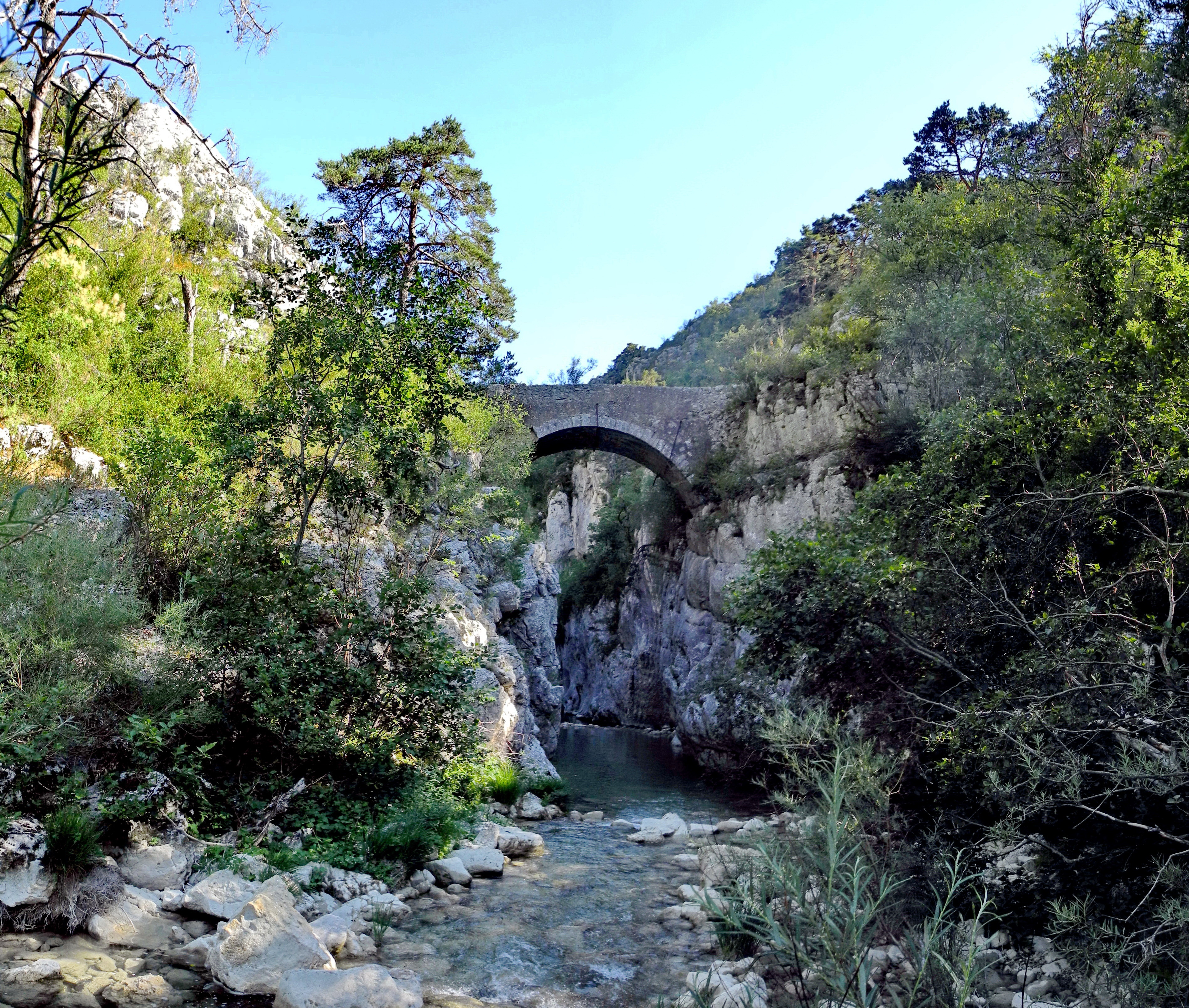
Gorges de l'Artuby : pont de la montée du moulin à Bargème.

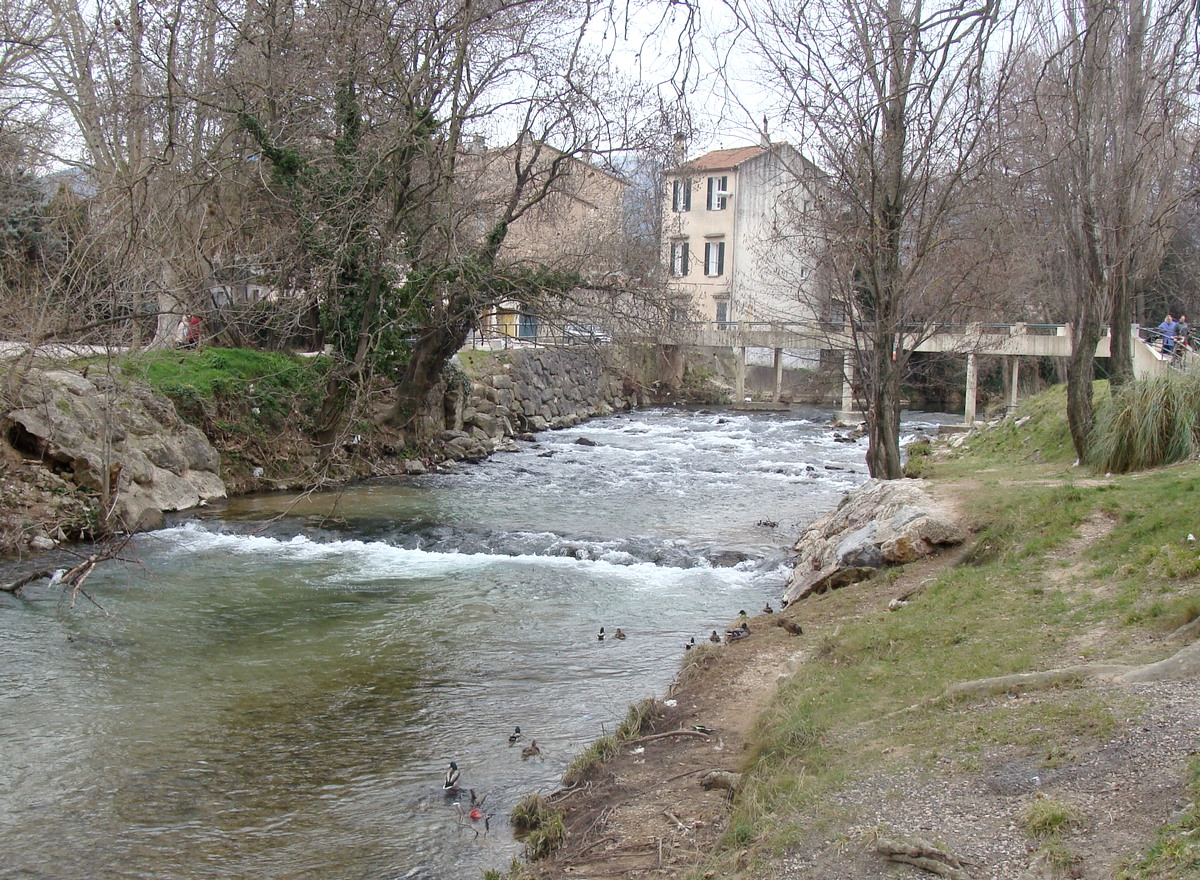
Le Caramy à Brignoles.

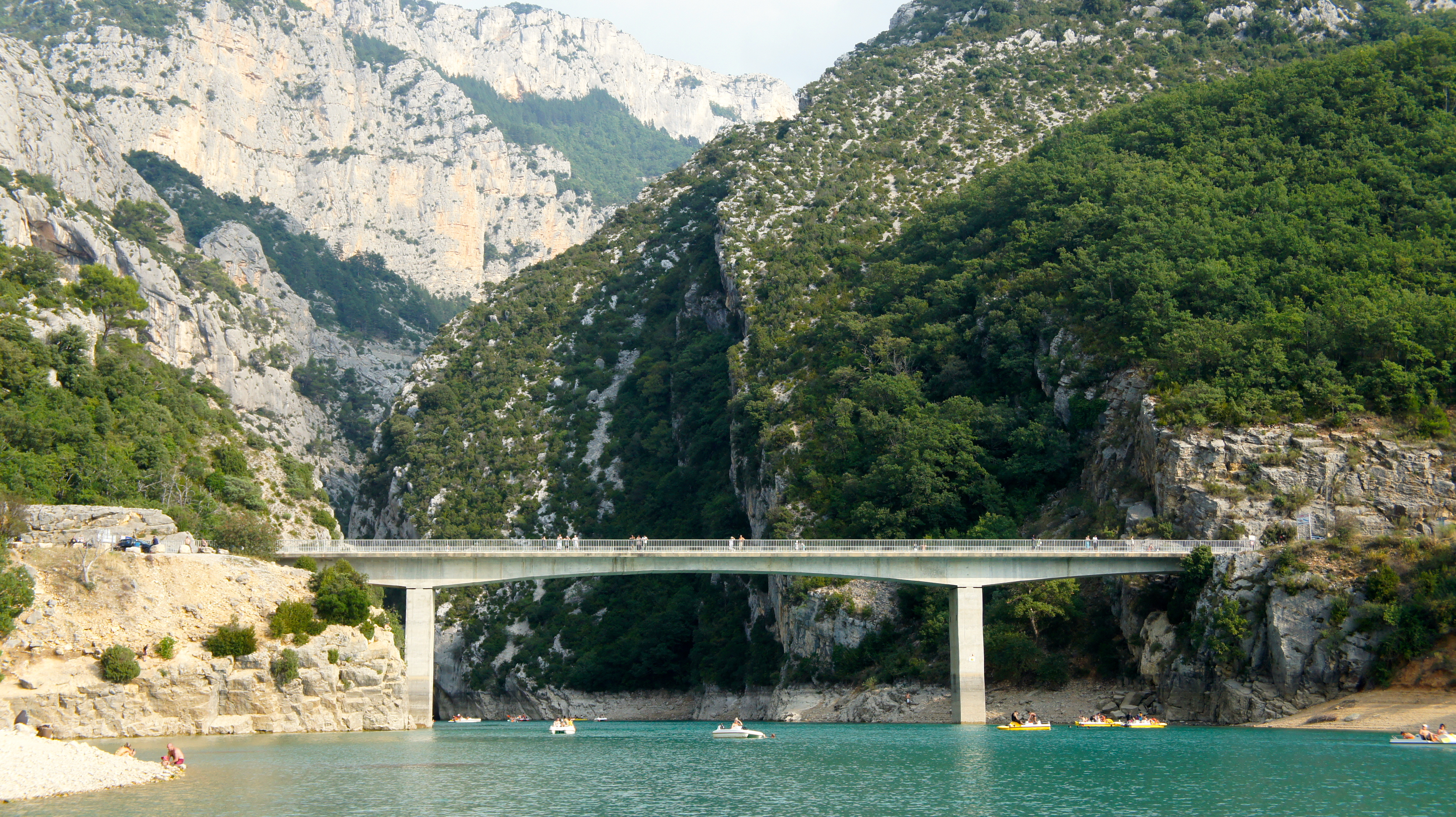
Pont du Galetas sur le Verdon sur la RD 957 entre Moustiers-Sainte-Marie et Aiguines.

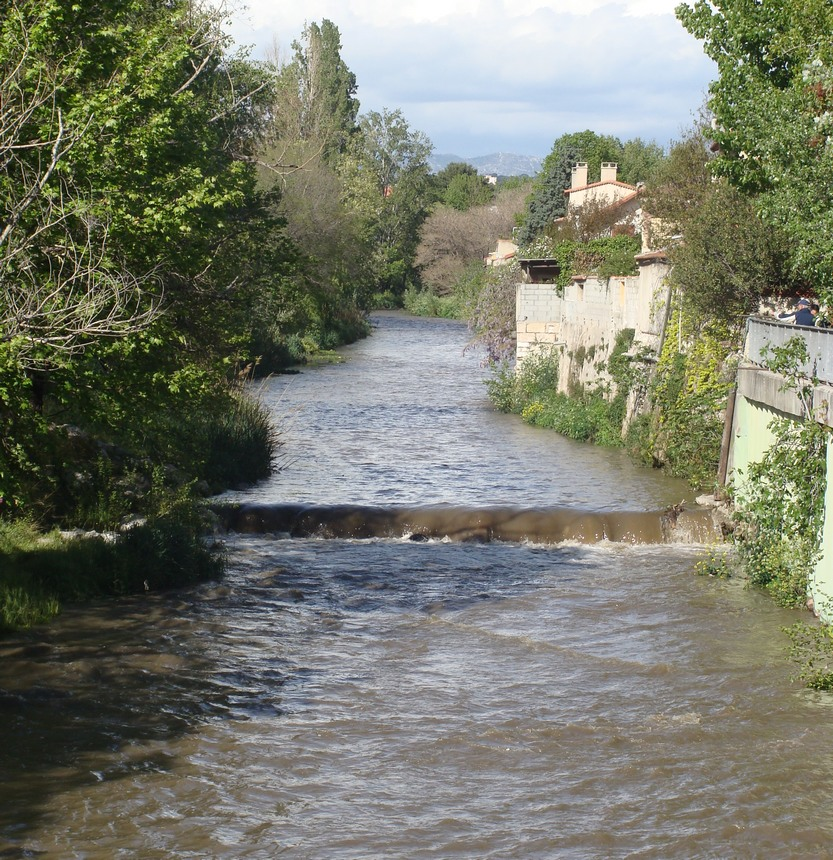
L'Huveaune à Marseille.

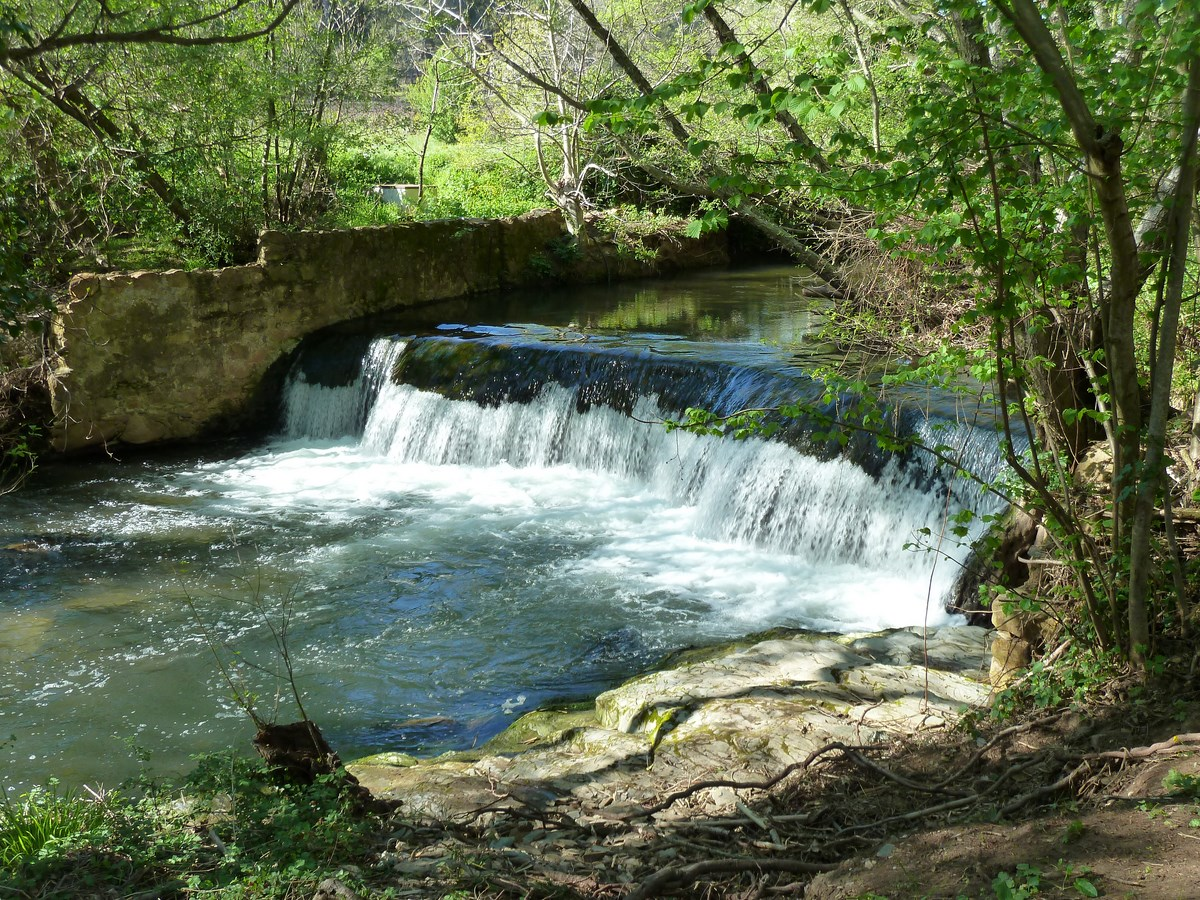
Le Réal Martin à La Portanière.

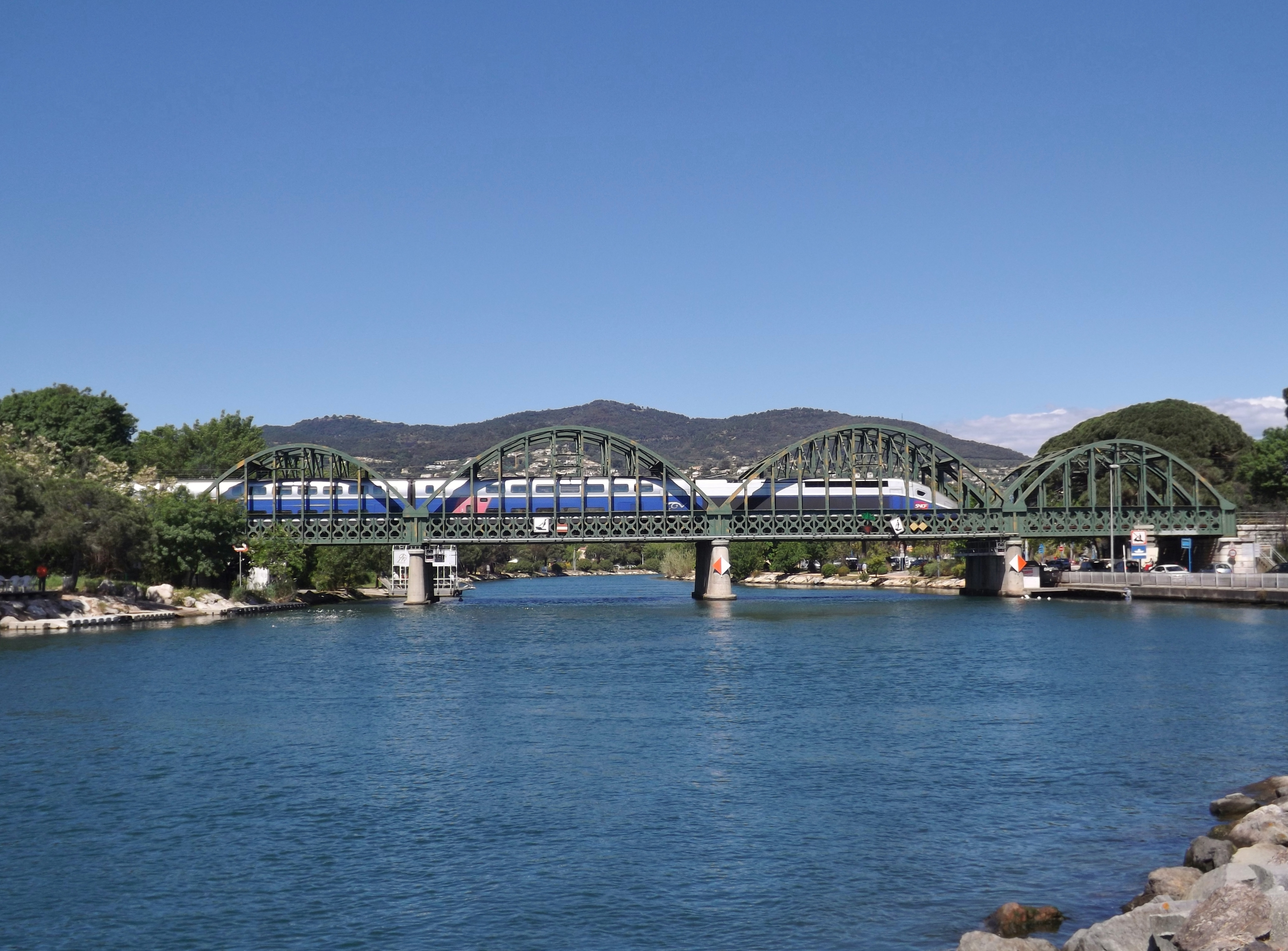
Pont ferroviaire avec le TGV sur la Siagne près de Cannes.

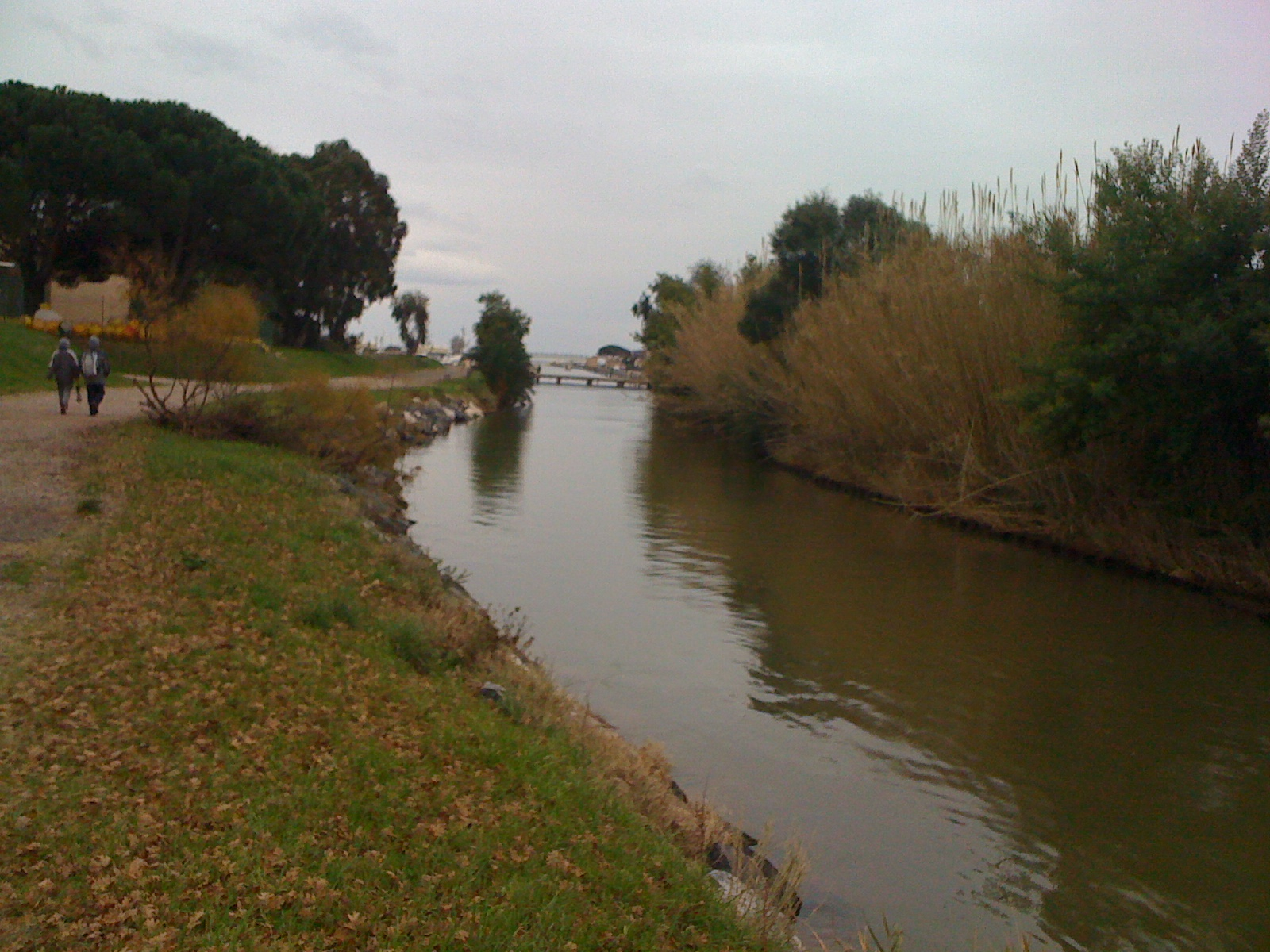
Le Maravenne à proximité de son embouchure à La Londe les Maures.

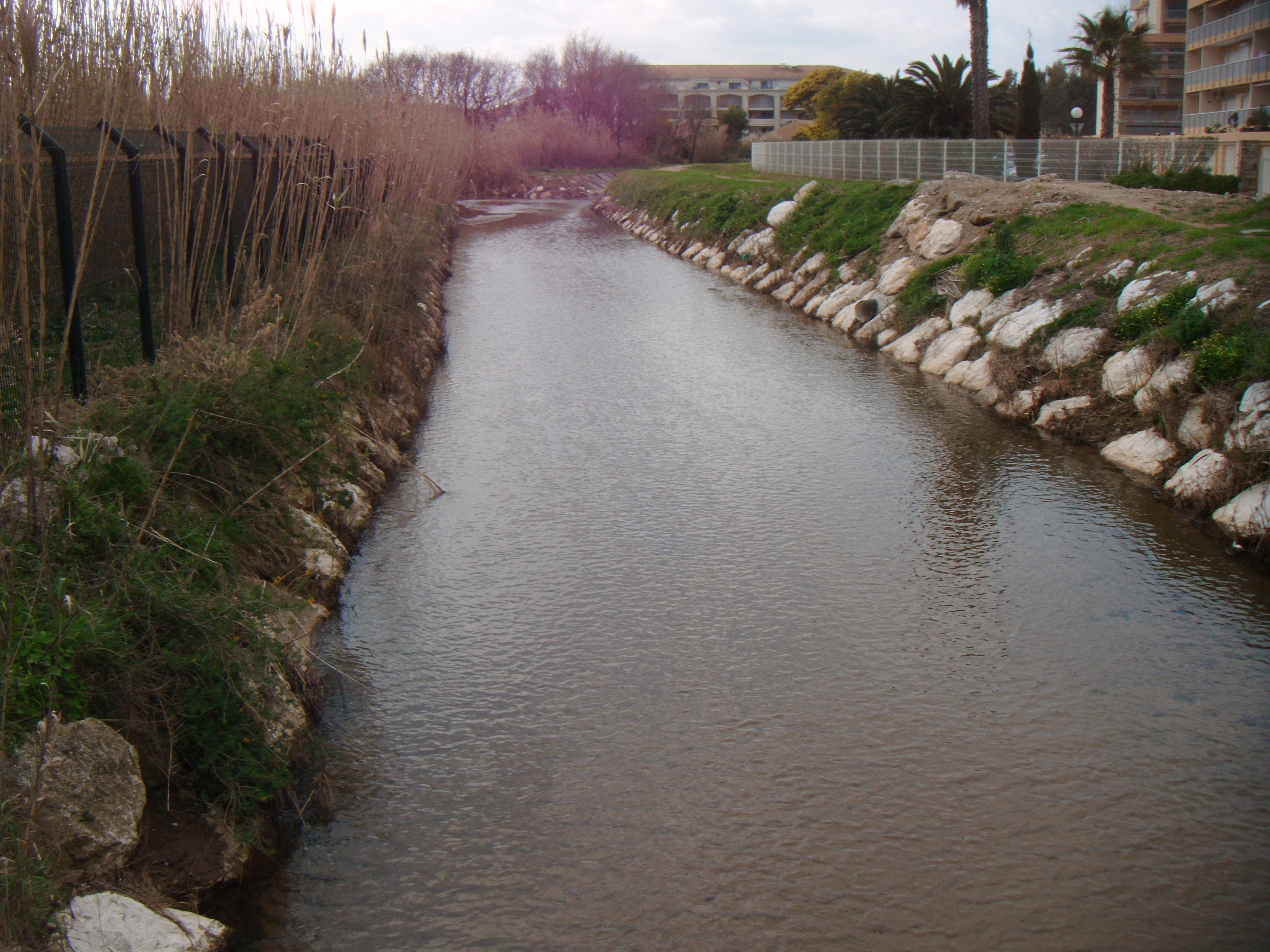
Le Batailler, à proximité de son embouchure, au Lavandou.

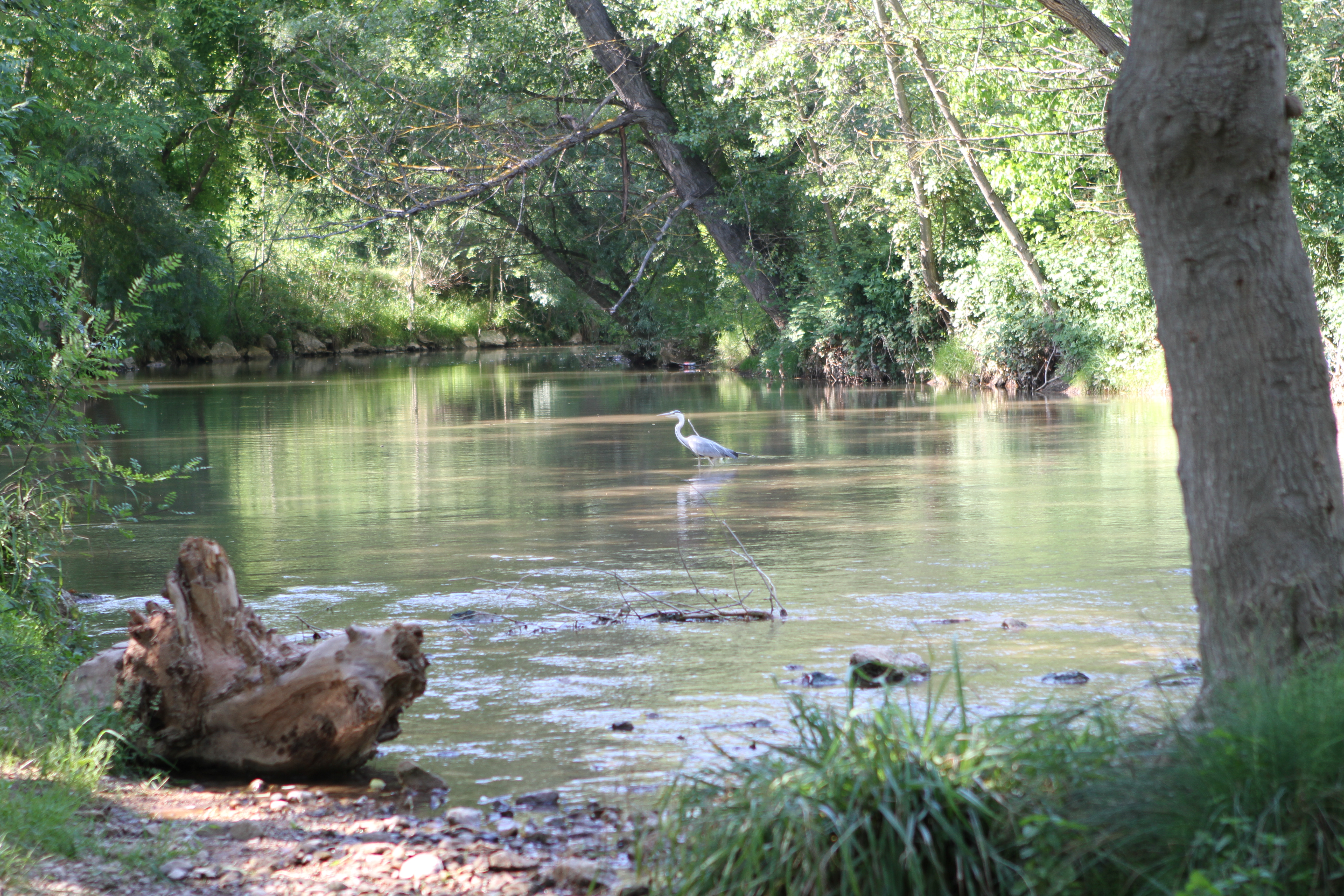
L'Arc et ses alentours, au niveau d'Aix-en-Provence.

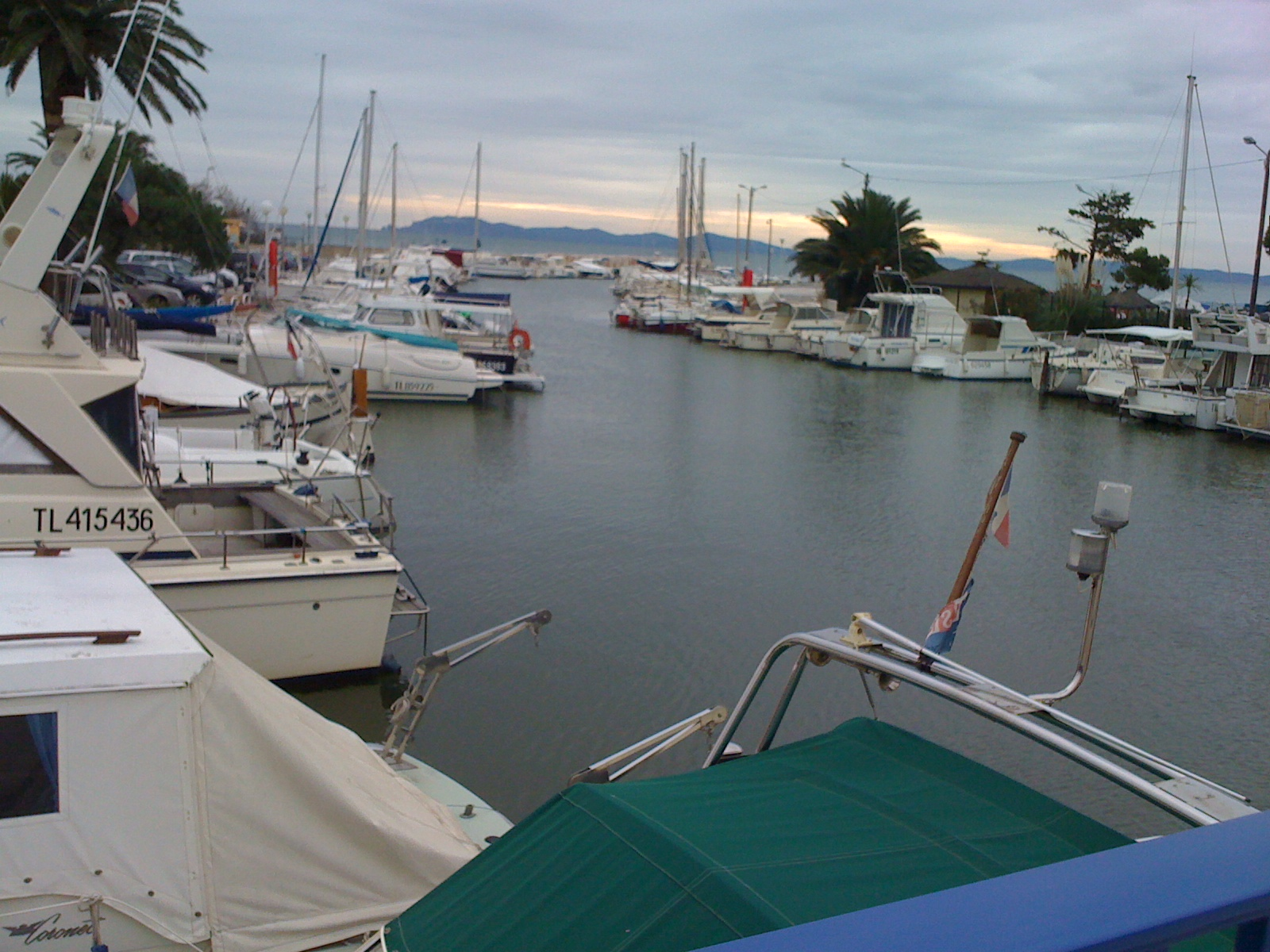
Embouchure du Roubaud constituant le port de plaisance de l'Ayguade à Hyères.

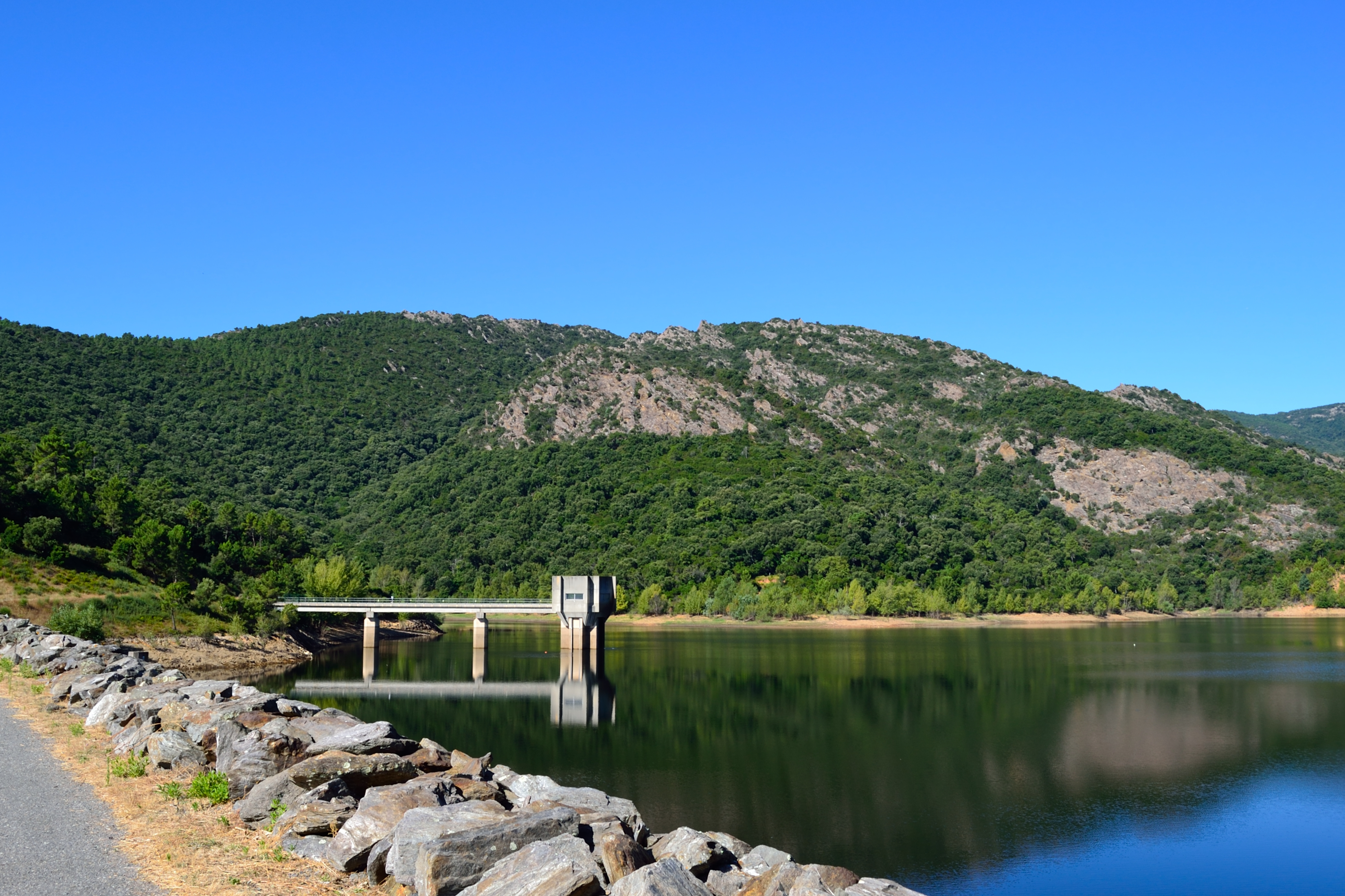
Lac de retenue de la Verne près de La Môle.

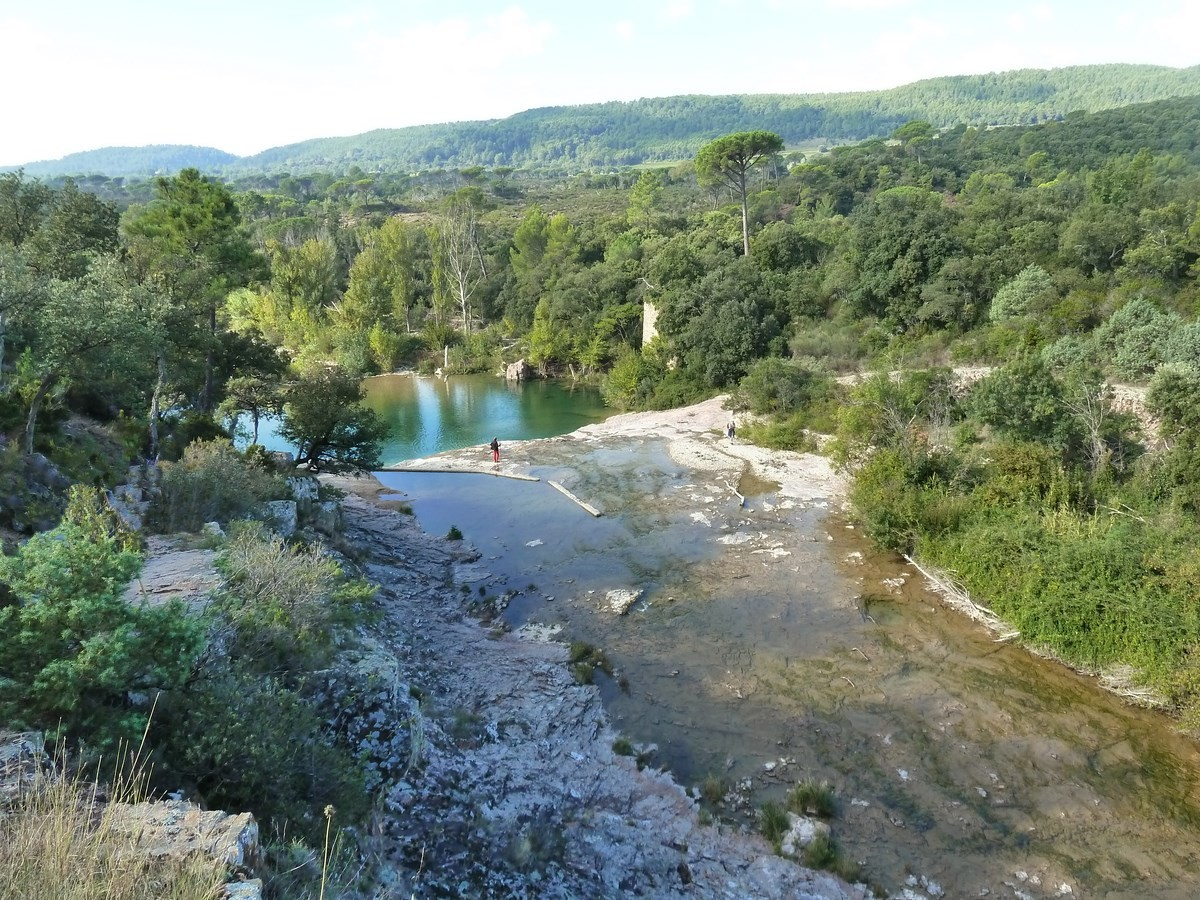
Rivière l'Endre, affluent de l'Argens.

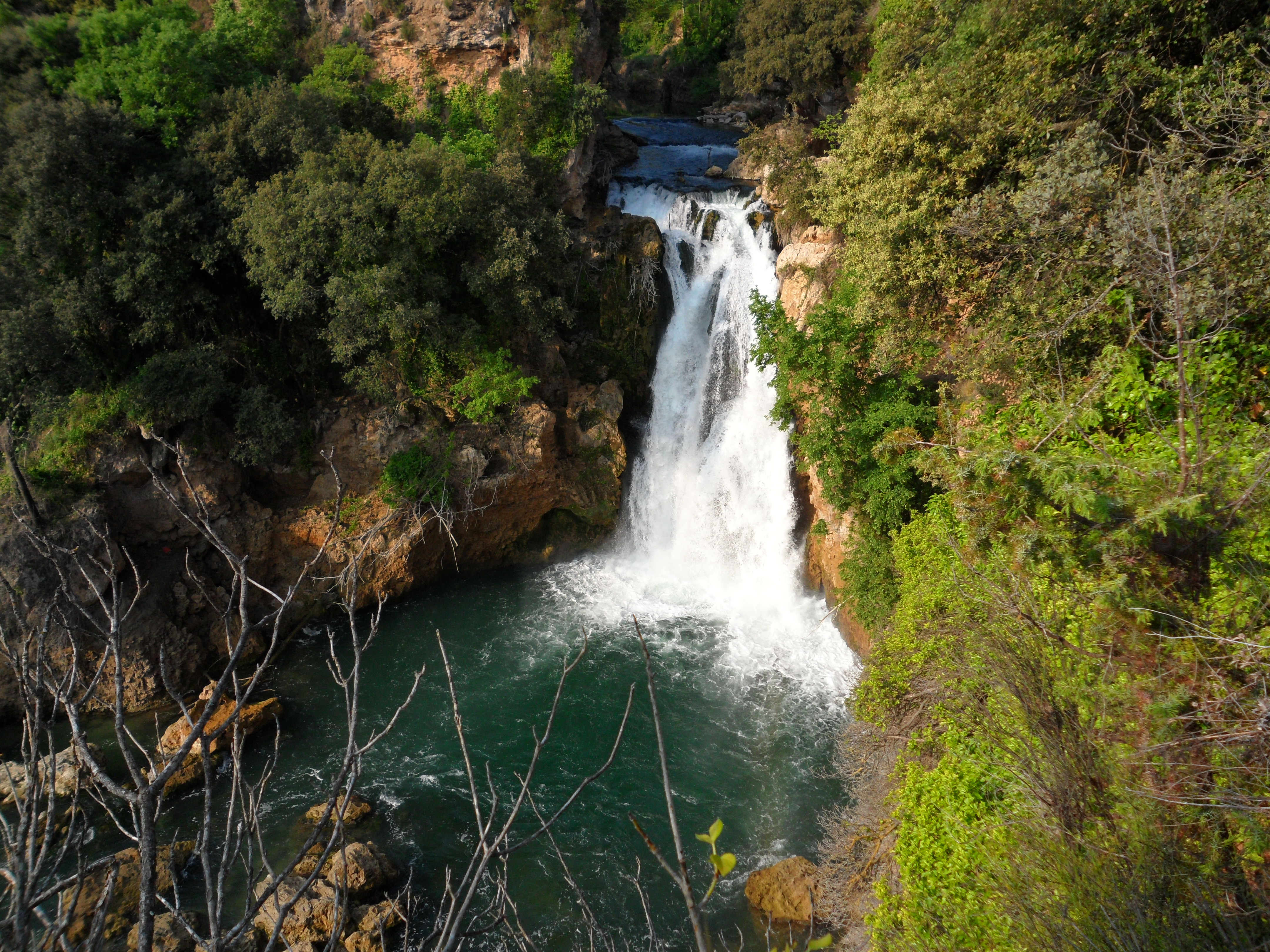
Chute de la Nartuby près de la Motte.

- l'Abéou[S 1] - l'Agay[S 2] - l'Aille[S 3] - l'Arc[S 4] - l'Argens[S 5] - l'Artuby[S 6]
- le Batailler[S 7] - le Béal de Jean Natte - le Biançon[S 8] - le Blavet[S 9] - la Bresque[S 10] - la Bruyère[S 11]
- le Caramy[S 12] - la Cassole[S 13] - le Cauron[S 14] - le Couloubrier[S 15]
- le Destel - la Durance[S 16]
- l'Eau Salée[S 17] - l'Endre[S 18] - l'Eygoutier[S 19]
- le Farembert[S 20] - le Fauvery - le Florièye[S 21] - la Foux[S 22]
- le Gapeau[S 23] - la Garde[S 24] - la Giscle[S 25] - le Grand Vallat[S 26] - la Grande-Garonne[S 27] - le Gratadis[S 28] - le Grimaud[réf. nécessaire]
- la Huveaune[S 29]
- l'Issole[S 30]
- le Jabron[S 31]
- le Las[S 32] - Le Ragas
- le Maravenne[S 33] - le Meige Pan[S 34] - la Meyronne[S 35] - la Môle[S 36]
- la Nartuby[S 37] - la Nartuby d'Ampus[S 38]
- le Pansard[S 39] - le Pellegrin[S 40] - le Préconil[S 41]
- le Réal[S 42] - le Réal Collobrier[S 43] - le Réal Martin[S 44] - la Reppe[S 45] - le Reyran[S 46] - la Ribeirotte[S 47] - le Roubaud[S 48] - le ruisseau de la Malière[S 49] - le Ruisseau des Cougourdes[S 50]
- la Salle[S 51] - la Siagne[S 52] - la Siagnole[S 53]
- le Vallon de Maraval[S 54] - le Vallon de Valescure[S 55] - le Vallon de Vaubarnier[S 56]- le Vallon de la Gourre[S 57] - le Vallon de Rouves Gavot[S 58] - le Vallon des Caunes[S 59] -le Vallon du Révérencier[S 60] - le Verdon[S 61] - la Verne[S 62]

## Classement par fleuve et bassin versant
Les fleuves du Var sont l'Agay, l'Arc, l'Argens, le Batailler, l'Eygoutier, le Gapeau, le Grand Vallat, la Huveaune, le Las, * le Maravenne, le Pellegrin, le Préconil, la Reppe, le Roubaud, la Salle, la Siagne, et dans le sens amont vers aval :
- l'Agay 11 km[S 2].
  - le Gratadis 3,2 km[S 28].
- l'Arc 83 km[S 4].
- l'Argens 115,6 km[S 5].
  - la Meyronne (rd) 5,6 km avec deux affluents[S 35].
  - le Cauron (rd) 29,1 km avec deux affluents[S 14].
  - L'Eau-Salée ou rivière de Barjols (rg) 23,2 km avec 4 affluents[S 17].
  - La Ribeirotte (rd) 14,8 km avec un affluent[S 47].
  - La Cassole (rg) 17,5 km avec huit affluents[S 13].
  - Le Caramy (rd) 46 km avec douze affluents[S 12] dont :
    - L'Issole (rd) 46,4 km avec neuf affluents[S 30].
    - La Foux, 5,3 km[S 22].

  - La Bresque (rg) 34,8 km avec dix affluents[S 10].
  - La Florièye (rg) 26,4 km avec sept affluents[S 21].
  - Le Réal (rg) 13,8 km avec deux affluents[S 42].
  - L'Aille (rd) 30,3 km avec seize affluents[S 3].
  - le Couloubrier (rd) 14,2 km avec cinq affluents[S 15].
  - La Nartuby (rg) 34,7 km avec onze affluents[S 37].
    - La Nartuby d'Ampus, 11,9 km avec deux affluents[S 38].

  - L'Endre (rg) 28,5 km avec quinze affluents[S 18].
  - Le Blavet (rg) 14,7 km avec sept affluents[S 9].
  - le Fournel (rg) 10,8 km avec un affluent[S 63].
  - La Grande Garonne (rg) 14,8 km avec quatre affluents[S 27].
  - le Reyran (rg) 26,8 km[S 46].
- le Batailler 10,8 km[S 7]
- l'Eygoutier 15,2 km avec deux affluents[S 19]
- le Gapeau 42,7 km[S 23]
  - le Béal de Jean Natte
  - le Réal Martin (rg) 28 km[S 44]
    - le  Réal Rimauresq, 8 km (rg) et un affluent.
    - le vallon des Bîmes, 3,3 km (rg) et un affluent : 
      - le ruisseau de Carnoules, 3,6 km (rd) et un affluent.

    - le vallon du Fédon, 2,9 km (rg)
    - le vallon de Loubier, 4,7 km (rg)
    - le Réal Collobrier, 19,6 km (rg) onze affluents[S 43]. dont :
      - Le Ruisseau des Bourganières, 7,5 km[S 64]. 
        - Le Vallon de Valescure, 6,7 km[S 55].
          - le Vallon de Rouves Gavot, 2 km[S 58].

      - Le Vallon de Vaubarnier, 2,1 km[S 56].
      - le ruisseau le Merlançon, 9 km (rd) trois affluents.
      - le ruisseau le Farembert, 7,6 km (rd) deux affluents[S 20].
      - la rivière le Meige Pan, 12,2 km (rd)[S 34].
      - le Ruisseau de la Malière, 7,7 km avec trois affluents[S 49].
      - Le Vallon de Maraval, 9,3 km[S 54].

    - le ruisseau de Traversier, 4,7 km (rg). 
      - le ruisseau des Cougourdes (rd) 6,3 km[S 50]

    - le vallon des Châtaigniers, 2,8 km (rg).
    - le valon de Valbonne, 4,1 km (rg),
    - le vallon du Viet, 3,1 km (rg),
- la Giscle 26,7 km[S 25]
  - la Môle 24,8 km[S 36]
  - le Vallon des Caunes 3,9 km[S 59]
    - le Vallon de la Gourre 3,9 km[S 57]
    - le Vallon du Révérencier 3,9 km[S 60]

  - la Verne 23,7 km[S 62]
  - la Garde 13,8 km[S 24]
- le Grand Vallat 16,1 km[S 26]
- la Huveaune 48,4 km[S 29]
- le Rhône 812 km[S 65]
  - la Durance 323,8 km[S 16]
    - L'Abéou 22,2 km[S 1]
    - Le Verdon 175 km[S 61]
      - l'Artuby 53,7 km[S 6]
        - la Bruyère 19 km avec neuf affluents[S 11].

      - le Jabron 30,5 km[S 31]
- le Las 12 km[S 32]
- le Maravenne 12,7 km[S 33]
  - le Pansard (rd) 14 km[S 39]
- le Pellegrin 5,5 km[S 40]
- le Préconil 13,7 km[S 41]
- la Reppe 17,6 km[S 45]
  - le Destel
- le Roubaud 44,3 km[S 48].
- la Salle 6,2 km[S 51]
- la Siagne 44,3 km[S 52]
  - la Siagnole 19,7 km[S 53]
  - le Biançon 24,6 km[S 8]

## Hydrologie
la Banque Hydro a référencé les cours d'eau suivants : 
- l'Aille à :
  - Le Cannet-des-Maures[BH 1], Vidauban[BH 2],
- l'Arc à Pourrières[BH 3],[BH 4],
- l'Argens à :
  - Bras[BH 5], Châteauvert[BH 6], Carcès[BH 7],[BH 8] Les Arcs[BH 9], Roquebrune-sur-Argens[BH 10], Seillons-Source-d'Argens[BH 11],
- l'Artuby à :
  - la Martre[BH 12], Comps-sur-Artuby[BH 13],[BH 14], la Bastide[BH 15], Bargème[BH 16],
- le Batailler à Bormes-les-Mimosas[BH 17],
- la Bresque à Salernes[BH 18],[BH 19]
- le Canal romain à Mons[BH 20],
- le Caramy à :
  - Mazaugues[BH 21],[BH 22], Vins-sur-Caramy[BH 23],
- le Cauron à Bras[BH 24],
- l'Endre à :
  - Callas[BH 25], La Motte[BH 26], Le Muy[BH 27],[BH 28],
- la Foux à Trans-en-Provence[BH 29],
- les Frayères à Châteaudouble[BH 30],
- la Surverse des Frayères à Châteaudouble[BH 31],
- le Gaou à Solliès-Toucas[BH 32],
- le Gapeau à :
  - Méounes-lès-Montrieux[BH 33],Solliès-Pont[BH 34], Hyères[BH 35],
- la Garde à Grimaud[BH 36],
- la Garonne à Hyères[BH 37],
- la Giscle à Cogolin[BH 38],[BH 39]
- le Grand Vallat au Castellet[BH 40],
- le Grenouillet à Saint-Raphaël[BH 41],
- l'Huveaune à Saint-Zacharie[BH 42],[BH 43]
- l'Issole à Cabasse[BH 44],
- la Jabron à Comps-sur-Artuby[BH 45],
- le ruisseau de la Malière à Collobrières[BH 46],
- le ruisseau de Maraval à Pierrefeu-du-Var[BH 47],[BH 48],
- le Maravenne à la Londe-les-Maures[BH 49],
- le ruisseau des Maurets à Collobrières[BH 50],
- la Môle au Lavandou[BH 51],
- la Nartuby à :
  - Châteaudouble[BH 52],Trans-en-Provence[BH 53],
- la Nartuby d'Ampus à Ampus[BH 54],
- les Rampins à Belgentier[BH 55],[BH 56],
- le Réal Collobrier à :
  - Collobrières[BH 57],[BH 58], Pierrefeu-du-Var[BH 59],
- le Réal Martin à 
  - La Crau[BH 60], Puget-Ville[BH 61],
- la Reppe à :
  - Sanary-sur-Mer[BH 62], Ollioules[BH 63]
- le Reyran à Fréjus[BH 64],
- le ruisseau du Rimbaud à Collobrières[BH 65],
- la Rouve Gavot à Collobrières[BH 66],
- la Rouvière à Belgentier,
- la source des Salettes à Lorgues[BH 67],
- la Siagne à :
  - Callian[BH 68], Montauroux[BH 69],
- la Siagnole à Mons[BH 70],[BH 71]
- les sources de la Siagnole à Mons[BH 72],
- les Tuves à Montauroux[BH 73],
- le Valescure à Collobrières[BH 74],
- le ruisseau du Vaubarnier à Collobrières[BH 75],
- la Verne à la Môle[BH 76],
- le Verdon à Vinon-sur-Verdon [BH 77],[BH 78],

## Organisme de bassinou organisme gestionnaire
Le Syndicat mixte de l'Argens (SMA) a été créé le 3 octobre 2014, et il remplace désormais les anciens organismes gestionnaires. Il a pour compétences l’entretien, la gestion, l’aménagement des cours d’eau et la prévention des inondations dans le bassin de l’Argens, ainsi que la restauration des milieux. Il regroupe soixante-quatorze communes et huit intercommunalités, et est chargé de mettre en œuvre l’ensemble du programme d’action de prévention des inondations (PAPI complet) de l'Argens et des Côtiers de l'Esterel,,.